# Enfermagem forense
Enfermagem Forense é uma especialidade da ciência forense que combina os princípios da enfermagem e da ciência forense para auxiliar na investigação de crimes[1].

## Enfermagem Forense pelo Mundo
A Enfermagem Forense é uma prática globalmente reconhecida, com profissionais atuando em diversos países ao redor do mundo. Esses enfermeiros desempenham um papel crucial na coleta e preservação de evidências, bem como no tratamento e apoio a vítimas de violência e abuso[2][3][4][5][6][7][8][9][10][11][12][13][14][15][16][17][18].

#### Enfermagem Forense no Brasil
No Brasil, a enfermagem forense é uma área em crescimento, com profissionais cada vez mais envolvidos em casos de violência e abuso, bem como em questões legais relacionadas à saúde[7][16][24][25]. No Brasil, a Enfermagem Forense foi reconhecida pelo COFEN como especialidade em 2011 por meio da Resolução 389 (COFEN, 2011). Desde então, vem sendo debatida a atuação e papel do enfermeiro forense. Porém, foi no ano de 2017, por meio da Resolução Cofen nº 556 que houve a regulamentação das áreas de atuação desse profissional. No Brasil, o Enfermeiro Forense é definido, segundo o artigo 1º da Resolução Cofen nº 389/2011, que diz: “[...] bacharel em enfermagem, portador do título de especialização lato ou stricto sensu em enfermagem forense emitido por Instituição de Ensino Superior (IES) reconhecida pelo MEC, ou concedido por Sociedades, Associações ou Colégios de Especialistas, registrado no âmbito do Sistema Cofen/Conselhos Regionais [...]” (COFEN, 2011, 2017).

## Etimologia
A palavra "forense" vem do latim "forensis", que significa "pertencente ou adequado ao fórum". Na Roma antiga, o fórum era um local onde se realizavam debates públicos, incluindo julgamentos. Portanto, o termo "forense" refere-se a qualquer trabalho ou discussão adequada para o tribunal. “[...] O especialista em enfermagem forense combina a perspicácia tradicional da enfermagem com os da ciência forense e da justiça [...].” (LYNCH; DUVAL, 2011, p. 55).

### História - No Mundo e no Brasil
A história da enfermagem forense é complexa e multifacetada, com raízes em várias disciplinas, incluindo medicina, enfermagem, direito e ciências sociais. No Brasil, a enfermagem forense começou a ganhar destaque no início do século XXI, com a formação de sociedades profissionais e a publicação de pesquisas na área[7][19][20].

### Métodos Iniciais
O primeiro relato de enfermagem forense envolveu a coleta e preservação de evidências em casos de violência e abuso. Isso incluiu a documentação de lesões físicas, a coleta de amostras biológicas para análise e a prestação de depoimentos em tribunal[1][24][25].

### Origens — No Mundo e no Brasil
A enfermagem forense tem suas origens na medicina forense, com uma longa história de uso na resolução de crimes. No Brasil, a enfermagem forense começou a ganhar destaque no início do século XXI, com a formação de sociedades profissionais e a publicação de pesquisas na área[7][19][21][24][25].

### Artigos Sobre Enfermagem Forense
Existem vários artigos publicados sobre a enfermagem forense, tanto no Brasil quanto internacionalmente. Estes artigos abordam uma variedade de tópicos, incluindo a coleta e preservação de evidências, o tratamento e apoio a vítimas de violência e abuso, e a formação e certificação de enfermeiros forenses[7][16][19][20][21].

### Cultura Popular
A enfermagem forense também tem uma presença na cultura popular, com enfermeiros forenses aparecendo em programas de televisão, filmes e livros. Estes retratos da enfermagem forense ajudam a aumentar a conscientização sobre a profissão e o importante trabalho que os enfermeiros forenses fazem.